# Ильченко, Виктор Лукьянович
Ви́ктор Лукья́нович И́льченко (1924—1949) — Гвардии старший лейтенант Советской Армии, участник Великой Отечественной войны, Герой Советского Союза (1945).

## Биография
Виктор Ильченко родился 20 сентября 1924 года в городе Дмитриевске (ныне — Макеевка Донецкой области Украины).
В 1941 году он окончил десять классов школы. В сентябре того же года Ильченко был призван на службу в Рабоче-крестьянскую Красную Армию.
В 1942 году он окончил Сталинградскую военную авиационную школу лётчиков. С мая того же года — на фронтах Великой Отечественной войны. Принимал участие в боях на Юго-Западном, Сталинградском, Южном, 4-м Украинском, 3-м Белорусском фронтах. Участвовал в Сталинградской битве, освобождении Украинской ССР. Первоначально летал на транспортном самолёте «По-2», в апреле 1944 года переучился на штурмовик «Ил-2».
К концу войны гвардии лейтенант Виктор Ильченко был старшим лётчиком 75-го гвардейского штурмового авиаполка 1-й гвардейской штурмовой авиадивизии 1-й воздушной армии 3-го Белорусского фронта. За время своего участия в боевых действиях он совершил 385 боевых вылетов, 135 из которых — на «Ил-2».
Указом Президиума Верховного Совета СССР от 29 июня 1945 года за «мужество и героизм, проявленные в боях» гвардии лейтенант Виктор Ильченко был удостоен высокого звания Героя Советского Союза с вручением ордена Ленина и медали «Золотая Звезда» за номером 6288.
После окончания войны Ильченко продолжил службу в Советской Армии. 21 января 1946 года военный трибунал 1-й воздушной армии признал его виновным в совершении хулиганства и нанесении тяжких телесных повреждений и приговорил его к 4 годам лишения свободы с лишением воинского звания.
Указом Президиума Верховного Совета СССР от 5 июня 1948 года Виктор Ильченко был лишён всех званий и наград.
Скоропостижно скончался в заключении 14 февраля 1949 года.
В 1961 году Ильченко посмертно был восстановлен в звании Героя Советского Союза и правах на государственные награды.

## Награды
- Медаль «Золотая Звезда» (29.06.1945);
- орден Ленина (29.06.1945);
- два ордена Красного Знамени (03.07.1944 и 07.02.1945);
- орден Отечественной войны I степени (19.05.1945);
- орден Красной Звезды (16.09.1943);
- орден Славы III степени (02.11.1944);
- Медаль «За победу над Германией в Великой Отечественной войне 1941-1945 гг.»
- Медаль «За взятие Кёнигсберга»